# Крис Коламбус
Крис Џозеф Коламбус (енгл. Chris Joseph Columbus; Спанглер, 10. септембар 1958) амерички је филмски режисер, продуцент и сценариста. Коламбус је студирао филм на Tisch School of the Arts, где је развио интересовање за снимање филмова. Након што је средином 1980-их написао сценарије за неколико тинејџерских комедија, дебитовао је као режисер са тинејџерском авантуром Дадиљине авантуре (1987). Коламбус је убрзо стекао признање изузетно успешном божићном комедијом Сам у кући (1990) и његовим наставком Сам у кући 2: Изгубљен у Њујорку (1992).
Комедија Госпођа Даутфајер (1993), са Робином Вилијамсом у главној улози, била је још један успех на благајнама за Коламбуса. Наставио је да режира неколико других филмова током 1990-их, који су углавном наишли на млак пријем. Међутим, поново је постигао комерцијални успех режирајући филмске адаптације романа Џ. К. Роулинг, Хари Потер и камен мудрости (2001) и његовог наставка, Хари Потер и Дворана тајни (2002), који су његови филмови са највећом зарадом до сада. Поред режије, Коламбус је био продуцент за Хари Потер и затвореник из Аскабана (2004), и драму Служавке (2011). Такође је режирао фантазију Перси Џексон: Крадљивац муње (2010) и 3Д акциону комедију Пиксели (2015).
Коламбус је суоснивач 1492 Pictures, филмске продукцијске куће која је продуцирала неке од његових филмова од 1995. Недавно је са својом ћерком 2014. основао другу продукцијску фирму под називом Maiden Voyage Pictures. Године 2017. покренуо је ZAG Animation Studios, заједно са Мајклом Барнатаном, Хаимом Сабаном и Џеремијем Загом.